# カナックス (東京都港区の企業)
株式会社カナックスは、東京都港区に本社がありアフターブーケというドライフラワー・押し花の保存加工等を主に扱うメーカー。
沿革
- 1987年 - 株式会社カナックスは1987年に東京都目黒区にマーケティング会社として設立。
- 1992年 - ブライダル事業プレスフラワー開始。
- 1993年 - 事業拡大により、北品川に事務所を移動。
- 1995年 - 事業拡大により、高輪に事務所を移動。
- 2003年 - 事業拡大により、芝浦に事務所を移動。
- 2004年 - ドライフラワー開始。
- 2005年 - 「アフターブーケ®」「AFTER BOUQUET®」を商標登録。
- 2007年 - ハワイ法人を設立。
- 2017年 - オンラインストア ローンチ

## 主要事業所
- 東京本社： 東京都港区芝浦4-16-23 AQUACITY芝浦

## 主要取引先
エスクリ、グランドハイアット東京、シャングリ・ラ ホテル東京、第一園芸
テイクアンドギウ・ニーズ、ノバレーゼ、パークハイアット東京、花弘、藤田観光工営、
ベストブライダル、星野リゾート、マンダリンオリエンタル東京、明治記念館、リビエラ東京他 全国ホテル、結婚式場お得意先店舗数 約1,300 ヶ所以上（敬称略50 音順）